# Anomis auragoides
Espèce
Synonymes
Cosmophila auragoides Guenée, 1852
Anomis auragoides est une espèce de lépidoptères (papillons) de la famille des Erebidae.

## Morphologie
L'envergure de l'imago atteint 28-30 mm.

## Distribution
Cette espèce se encontre en Afrique, elle est connue de Cap-Vert, Ouganda, du Congo, Afrique du Sud, Madagascar, des Comores et de La Réunion .